# ビルカバンバ
ペルーに所在するビルカバンバ（スペイン語: Incas de Vilcabamba、ケチュア語等：Willkapampa）は、インカ帝国の人々がスペイン人の侵略から逃れるために設立した帝国最後の都市のこと。スペイン人に征服され、その正確な位置と共に歴史から姿を消した。研究によって現在のエスピリトゥ・パンパ遺跡がビルカバンバだと考えられている。

## 概要

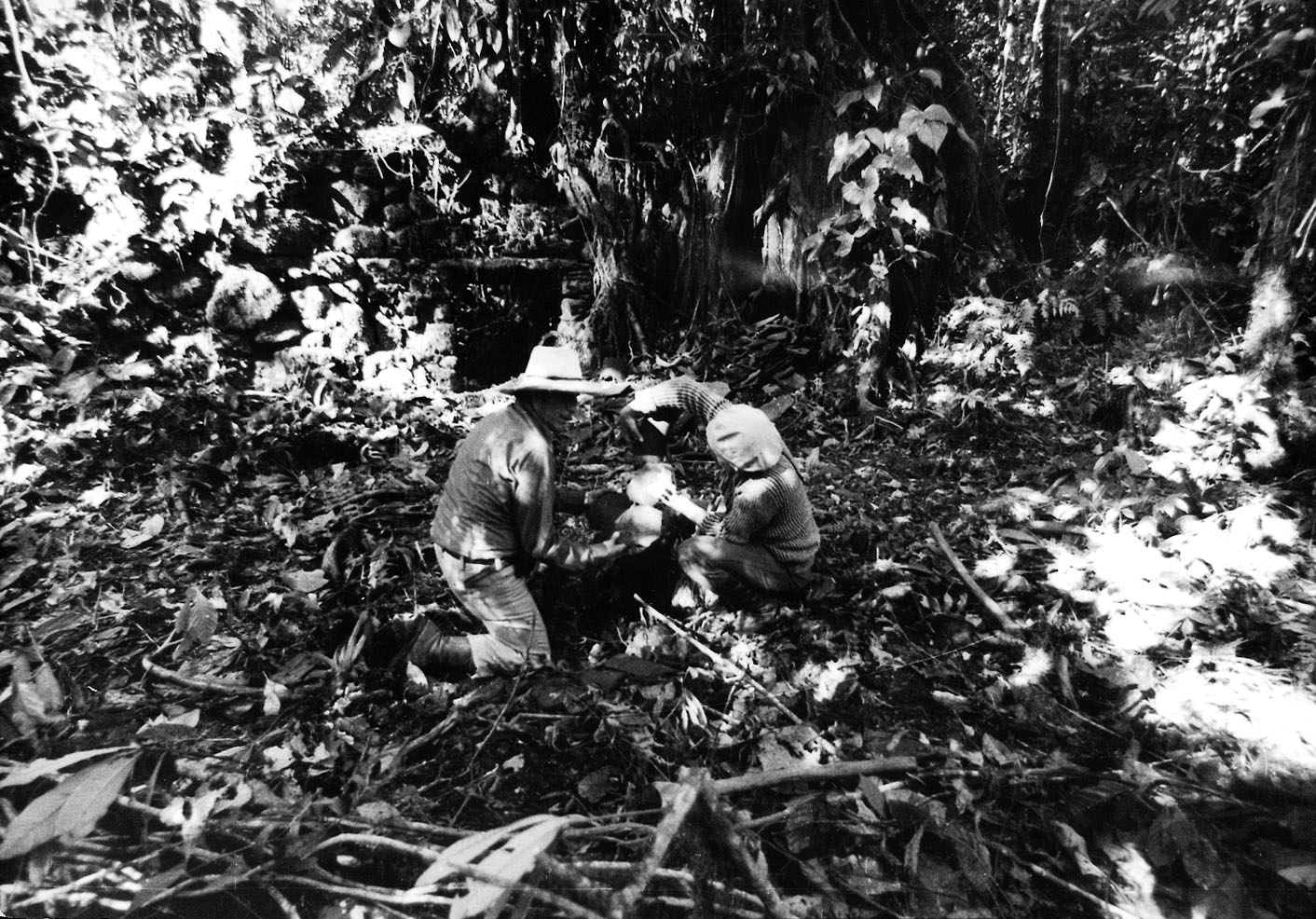
1976年、ビルカバンバ遺跡を調査する、共に歴史学者のエドモンド・ギエンとエルジュビェタ・ジロースカ。撮影者も歴史学者のトニー・ホラク。

ケチュア語の "Willkapampa" は "Espíritu Pampa （es. エスピリトゥ・パンパ、意：インカの魂が宿る平原）" を指している。
都市が放棄され忘れ去られるとビルカバンバの遺跡にはインカ帝国の財宝が遺されていると考えられるようになった。19世紀にはビルカバンバの財宝を手に入れようとする冒険家や探検家が遺跡の発見を目指した。
マチュ・ピチュを発見した探検家ハイラム・ビンガムはマチュ・ピチュこそがビルカバンバに違いないと信じていたが、地元ペルーの歴史学者エドモンド・ギエンは、ポーランドの歴史学者エルジュビェタ・ジロースカおよびトニー・ホラクと共に、ビルカバンバの征服に従事した兵士の記録を発見した。その記録を参考にしてビルカバンバの位置を考えたところ、エスピリトゥ・パンパという遺跡が兵士の記録と一致した。そこで彼は現地へ赴き、エスピリトゥ・パンパこそが真のビルカバンバであると確認した。
1977年には、狩野千秋率いる日本人調査団が、エスピリトゥ・パンパがビルカバンバであることを考古学的に検証した。

## ゆかりのあるインカ帝国皇帝
- マンコ・インカ・ユパンキ、サイリ・トゥパック、および、ティトゥ・クシ
- 初代トゥパク・アマル